# 音の二次元知覚モデル
音の二次元知覚モデル（おとのにじげんちかくもでる）は、ハイパーソニック・エフェクトの発現機構についての仮説である。
可聴域を超える周波数成分を含む音が、ある種の動物の生理活動に影響を及ぼすハイパーソニック・エフェクトは、可聴音と超高周波とを同時に受容した場合にだけ発現し、可聴音あるいは超高周波の片方だけを受容した場合には発現しない。
この現象やその後判明してきたさまざまな現象を導く仕組みを説明する二次元知覚モデルが提案されている。

## モデルの概要
このモデルでは、音（空気振動）のうちヒトの可聴域成分を第一の次元メッセージ・キャリアー、超高周波成分を第二の次元モデュレーターとし、その相互作用を想定する。
可聴域成分は気導聴覚系によって受容され、その連続性感性情報が心理反応を導くと同時に、なんらかのメカノセンサーで受容された超高周波成分に由来する変調信号との相互作用によって、脳内に想定するゲートを開く。変調信号は、開いたゲートから脳深部に到達し、脳深部活性の上昇あるいは下降を導く。

### モデルによって説明できるハイパーソニック・エフェクトの特徴
1. ハイパーソニック・エフェクトは、可聴音単独の呈示あるいは超高周波単独の呈示では発現せず、両者が共存する場合にだけ発現する。
2. 共存する超高周波成分の周波数帯域の違いによって、基幹脳活性の上昇が導かれる場合とその下降が導かれる場合とに効果が分かれる。
3. 可聴音と超高周波とをともに呈示することによってハイパーソニック・エフェクトが発現しているとき、可聴音を単独で呈示したときに比べて聴覚系の活動には変化がない一方、基幹脳活性は変化する。
4. ハイパーソニック・エフェクトの発現・消失は、時間的遅延を伴う。

### メカノセンサーによる超高周波受容について
体表面に照射された超音波が、微小血管の内皮細胞において一酸化窒素合成酵素の発現を亢進させ、血管拡張因子である一酸化窒素の産生亢進を促して毛細血管の新生を誘導する現象が、狭心症の治療に貢献している。
ここに見られる超音波の細胞への反応に類するなんらかの生体反応が、二次元知覚モデルで想定するメカノセンサーを実現している可能性がある。